# Улица Италии
Улица Италии (арм. Իտալիայի փողոց) — короткая, около 300 метров, улица в Ереване, в центральном районе Кентрон, проходит от улицы Мовсеса Хоренаци до улицы Григора Лусаворича. Одна из границ Английского парка.

## История
Улица проложена в 2002 году по территории Английского парка у вновь построенного здания посольства Италии в Армении. Открытие посольства состоялось 2 июня 2002 года.
Ранее по границе с Английским садом тянулись торговые ряды, снесённые при прокладке бульвара вдоль нынешней улицы и сооружении памятника Мясникяну.

## Достопримечательности
д. 5 — Посольство Италии
- Отель Конгресс
- Посольство Италии